# Slangestjerner
Slangestjerner (Ophiuroidea) er pighuder i klassen Ophiuroidea nært beslægtet med søstjerner.
Slangestjernerne omfatter omkring 2000 arter som gerne lever på hård bund i mørkt, dybt vand. De mangler anus, og mundåbningen har derfor funktion som både mund og anus. Slangestjerner har skiveformede, leragtige kroppe med fem tynde lange fleksible arme med led som er skarpt afgrænsede fra den centrale skivekrop. I modsætning til søstjerner, hvor kroppen på en måde er delt ind i flere dele efter armene, er slangestjernenes midtpunkt mere en egen legemsdel.
Slangestjerner har ikke sugeskiver på rørfødderne, og rørfødderne bruges ikke til bevægelse som hos søstjernerne, men har sensoriske opgaver og hjælper med madindsamling. 
De kryber og klatrer rundt på bunden mellem sten, koraller og alger ved hjælp af de stærkt bevægelige arme, som hos nogen arter kan rulles ind mod mundsiden. 